# Sotbrun busktyrann
Sotbrun busktyrann (Myiotheretes fumigatus) är en fågel i familjen tyranner inom ordningen tättingar.

## Utseende
Sotbrun busktyrann är en liten, medelstor tyrann. Fjäderdräkten är nästan helt chokladbrun, med något ljusare ögonbrynsstreck och vingband. I flykten syns kanelbrun vingundersida tydligt. Könen är lika varandra. Liknande strimstrupig busktyrann har just streckad strupe, men även orangeaktig buk. 

## Utbredning och systematik
Sotbrun busktyrann förekommer i Anderna från Colombia och Venezuela till Peru. Den delas in i fyra underarter med följande utbredning:
- Myiotheretes fumigatus olivaceus – Sierra de Perijá (gränsen mellan Colombia och Venezuela )
- Myiotheretes fumigatus fumigatus – Colombia och norra Ecuador
- Myiotheretes fumigatus lugubris – västra Venezuela (Táchira, Trujillo och Merida)
- Myiotheretes fumigatus cajamarcae – södra Ecuador (Cañar) och Peru (i syd till Cusco)

## Levnadssätt
Sotbrun busktyrann hittas i bergsskogar och skogsbryn på mellan 2000 och 3400 meters höjd. Där håller den till i de översta skikten och kan ibland påträffas sittande väl synligt.

## Status och hot
Arten har ett stort utbredningsområde, men tros minska i antal, dock inte tillräckligt kraftigt för att den ska betraktas som hotad. Internationella naturvårdsunionen IUCN listar arten som livskraftig (LC).